# Dangerous (Kardinal Offishall)
Dangerous è un singolo discografico del rapper canadese Kardinal Offishall, pubblicato nel 2008. Il brano vede la partecipazione del rapper statunitense Akon ed è stato estratto dal quarto album in studio di Kardinal Offishall, ovvero Not 4 Sale.

## Tracce

### CD
1. Dangerous (Main Version)
2. Dangerous (Remix) (featuring Akon & Sean Paul)

### 12"
A-side
1. Dangerous (Clean)
2. Dangerous (Remix) (featuring Akon & Sean Paul)

B-side
1. Dangerous (Explicit)
2. Dangerous (Instrumental)

## Video
Il videoclip della canzone è stato girato a Miami ed è stato diretto da Gil Green. In esso vi sono i cameo di DJ Khaled, Red Cafe, Black Chiney, Clinton Sparks e altri.

## Premi
- Juno Awards
  - 2009: "Single of the Year"

## Classifiche
| Classifica (2008) | Posizione massima |
| ----------------- | ----------------- |
| Regno Unito       | 16                |
| Stati Uniti       | 5                 |